# Milan Erič
Milan Erič [mílan érič] , slovenski akademski slikar, ilustrator in avtor animiranih filmov, * 31. oktober 1956, Slovenj Gradec.
Osnovno šolo in gimnazijo je obiskoval v Mariboru. Študiral je slikarstvo pri profesorju Janezu Berniku na ALU v Ljubljani, kjer je diplomiral leta 1979. Študij je nadaljeval na specialki za slikarstvo pri profesorju Janezu Berniku in ga zaključil 1982. V letih 1986−94 je bil zaposlen na katedri za oblikovanje oblačil na Naravoslovnotehniški fakulteti v Ljubljani. Nato pa se je zaposlil kot predavatelj za oblikovanje na ALUO v Ljubljani, kjer je postal leta 2001 redni profesor. 
Prvenstveno se ukvarja z animiranim filmom. V soavtorstvu z Zvonkom Čohom je ustvaril risani film Poskušaj migati dvakrat (1981) in prvi slovenski celovečerni risani film Socializacija bika? (1998). Pri risanem filmu in ilustracijah izhaja iz karikature, v slikarstvu pa goji postmodernistični figuralni eklekticizem.
Skupaj z Zvonkom Čohom je za celovečerni risani film Socializacija bika? leta 1999 prejel nagrado Prešernovega sklada in 2019 Jakopičevo nagrado. 
Je brat Mirana Eriča.